# Creu de la Vila (Biosca)
La Creu de la Vila és una creu de terme del municipi de Biosca (Solsonès) inclosa en l'Inventari del Patrimoni Arquitectònic de Catalunya.
Es localitza entre els trencalls de la Vila i el d'Huguets, al km 37,6 de la carretera C-451, que va de Guissona a Solsona. Té una base esglaonada de quatre nivells, i sòcol de quatre cares, el cos és octogonal i culmina amb una senzilla creu metàl·lica té una alçada d'uns quatre metres.
Pertany a la propera masia de la Vila, que li dona el nom.